# Kin-iro Mosaic
Kin-iro Mosaic (Nhật: きんいろモザイク Hepburn: Kin'iro Mozaiku), thường được biết đến với tên viết tắt Kinmoza (きんモザ) là một bộ manga 4 ô tranh Nhật Bản được viết và minh họa bởi Hara Yui. Bộ truyện bắt đầu được xuất bản trên tạp chí manga Manga Time Kirara Max của nhà xuất bản Houbunsha từ ngày 19 tháng 4 năm 2010 và được công ty xuất bản Yen Press phát hành bằng tiếng Anh tại khu vực Bắc Mỹ từ ngày 20 tháng 12 năm 2016. Phiên bản anime truyền hình chuyển thể mùa đầu tiên do Studio Gokumi sản xuất lên sóng từ tháng 7 đến tháng 9 năm 2013. Mùa 2 của loạt anime chuyển thể lên sóng từ tháng 4 đến tháng 6 năm 2015. Một tập OVA đã được phát hành vào tháng 11 năm 2016. Một phim điện ảnh với tựa đề Kin-iro Mosaic: Thank You!! đã được phát hành vào ngày 20 tháng 8 năm 2021. 

## Nhân vật
- Omiya Shinobu (大宮 忍?)

Lồng tiếng bởi: Nishi Asuka
- Arisu Kataretto (アリス・カータレット?)

Lồng tiếng bởi: Tanaka Manami
- Komichi Aya (小路 綾?)

Lồng tiếng bởi: Taneda Risa
- Inokuma Yoko (猪熊 陽子?)

Lồng tiếng bởi: Uchiyama Yumi
- Kujo Karen (九条 カレン?)

Lồng tiếng bởi: Tōyama Nao
- Matsubara Honoka (松原 穂乃花?)

Lồng tiếng bởi: Suwa Ayaka
- Omiya Isami (大宮 勇 Ōmiya Isami?)

Lồng tiếng bởi: Yukari Tamura
- Karasuma Sakura (烏丸 さくら?)

Lồng tiếng bởi: Satō Satomi
- Kuzehashi Akari (久世橋 朱里?)

Lồng tiếng bởi: Ōnishi Saori
- Inokuma Kota (猪熊 空太?) và Inokuma Mitsuki (猪熊 美月?)

Lồng tiếng bởi: Han Megumi (Kota) và Murakawa Rie (Mitsuki)

## Các chuyển thể

### Manga
Bộ truyện lần đầu tiên được xuất bản trên tạp chí Manga Time Kirara Max của nhà xuất bản Houbunsha trong số tháng 6 năm 2010 (phát hành tháng 4 năm 2010). Mười một tập tankōbon và hai tuyển tập truyện tranh được xuất bản vào ngày 27 tháng 4 năm 2020. Bộ truyện được cấp phép bởi công ty xuất bản Yen Press với bản phát hành tiếng Anh và tiếng Indonesia bởi Elex Media Komputindo. Một spin-off có tựa đề Kin-iro Mosaic Best wish đã được phát hành vào số tháng 7 năm 2020 (phát hành ngày 19 tháng 5 năm 2020) sau khi bộ truyện gốc kết thúc và phần spin-off đã kết thúc xuất bản vào số tháng 5 năm 2021 (phát hành ngày 18 tháng 3 năm 2021).

#### Danh sách tập truyện
| #  | Ngày phát hành Tiếng Nhật | ISBN Tiếng Nhật   |
| -- | ------------------------- | ----------------- |
| 1  | 26 tháng 3, 2011          | 978-4-83-224011-7 |
| 2  | 26 tháng 4, 2012          | 978-4-83-224143-5 |
| 3  | 27 tháng 6, 2013          | 978-4-83-224314-9 |
| 4  | 27 tháng 9, 2013          | 978-4-83-224350-7 |
| 5  | 27 tháng 11, 2014         | 978-4-83-224497-9 |
| 6  | 27 tháng 6, 2015          | 978-4-83-224578-5 |
| 7  | 27 tháng 9, 2016          | 978-4-83-224744-4 |
| 8  | 27 tháng 7, 2017          | 978-4-83-224855-7 |
| 9  | 26 tháng 7, 2018          | 978-4-83-224963-9 |
| 10 | 25 tháng 7, 2019          | 978-4-83-227107-4 |
| 11 | 27 tháng 4, 2020          | 978-4-83-227186-9 |

#### Art book
| # | Tiêu đề                    | Ngày phát hành   | ISBN                   |
| - | -------------------------- | ---------------- | ---------------------- |
| 1 | Secret Kiniro Mosaic       | 27 tháng 8, 2013 | ISBN 978-4-8322-4344-6 |
| 2 | Yui Hara Art Book "Parade" | 27 tháng 5, 2015 | ISBN 978-4-8322-4575-4 |

#### Tuyển tập truyện tranh
| # | Ngày phát hành   | ISBN                   |
| - | ---------------- | ---------------------- |
| 1 | 27 tháng 7, 2013 | ISBN 978-4-8322-4331-6 |
| 2 | 27 tháng 4, 2015 | ISBN 978-4-8322-4564-8 |

#### Sách hướng dẫn TV Anime
| # | Tiêu đề            | Ngày phát hành    | ISBN                   |
| - | ------------------ | ----------------- | ---------------------- |
| 1 | Mosaiclopedia      | 26 tháng 12, 2013 | ISBN 978-4-8322-4391-0 |
| 2 | See you next time! | 26 tháng 9, 2015  | ISBN 978-4-8322-4623-2 |

### Anime truyền hình
Phiên bản anime truyền hình chuyển thể mùa đầu tiên dài 12 tập sản xuất bởi Studio Gokumi. Bộ anime được đạo diễn bởi Tensho và Ueda Kazuyuki phụ trách thiết kế nhân vật. Bộ anime được phát sóng tại Nhật Bản bởi kênh truyền hình AT-X từ ngày 6 tháng 7 năm 2013 đến ngày 21 tháng 9 năm 2013 và được phát hành trực tuyến bởi Crunchyroll. Ca khúc mở đầu và kết thúc lần lượt là "Jumping!!" và "Your Voice" được trình bày bởi Rhodanthe. Mùa tiếp theo của bản anime truyền hình chuyển thể có tựa Hello!! Kin-iro Mosaic được phát sóng từ ngày 5 tháng 4 năm 2015 đến ngày 21 tháng 6 năm 2015 và được phát sóng trực tuyến bởi Crunchyroll. Ca khúc là "Yumeiro Parade" (夢色パレード Dream-colored Parade) và ca khúc kết thúc là "My Best Friends" đều được trình bày bởi Rhodanthe. Một tập OVA có tên Kin-iro Mosaic: Pretty Days đã được phát hành vào ngày 3 tháng 3 năm 2017. Manga Entertainment đã cấp phép cho cả hai mùa tại Vương quốc Anh và được Animatsu Entertainment phát hành dưới dạng Blu-ray / DVD vào ngày 9 tháng 10 năm 2017 và ngày 18 tháng 12 năm 2017.

### Anime điện ảnh
Một phim điện ảnh anime có tựa đề Kin-iro Mosaic: Thank You!! đã được phát hành vào ngày 20 tháng 8 năm 2021. Phim do Nawa Munenori đảm nhận vai trò đạo diễn và được sản xuất bởi xưởng phim AXsiZ và Studio Gokumi với Ayana Yuniko phụ trách kịch bản, Ueda Kazuyuki thiết kế nhân vật và Kawada Ruka phụ trách sáng tác nhạc.